# Murrayville (Victoria)
Pour les articles homonymes, voir Murrayville.
Murrayville est une ville à l'ouest de l'État du Victoria en Australie à 441 km au nord-ouest de Melbourne sur la Mallee Highway, dans le bourg de Mildura. Elle compte 280 habitants en 2016.

## Personnalités liées à la commune
- Larry Perkins, ancien pilote automobile
- Rachael Sporn, ancienne joueuse de basket-ball